# Lijst van voetbalinterlands Bhutan - Oezbekistan (vrouwen)
Deze lijst van voetbalinterlands is een overzicht van alle officiële voetbalinterlands tussen de nationale vrouwenteams van Bhutan en Oezbekistan. De landen hebben tot nu toe één keer tegen elkaar gespeeld.

## Wedstrijden
| № | Plaats   | Datum        | Competitie                          | Wedstrijd            | Uitslag |
| - | -------- | ------------ | ----------------------------------- | -------------------- | ------- |
| 1 | Tasjkent | 5 april 2023 | Olympische Spelen 2024 kwalificatie | Oezbekistan − Bhutan | 9 − 0   |

## Samenvatting
| Competitie                     | Totaal gespeeld | Winst Bhutan | Gelijk | Winst Oezbekistan | Doelsaldo Bhutan – Oezbekistan |
| ------------------------------ | --------------- | ------------ | ------ | ----------------- | ------------------------------ |
| Olympische Spelen kwalificatie | 1               | 0            | 0      | 1                 | 0 − 9                          |
| Totaal                         | 1               | 0            | 0      | 1                 | 0 − 9                          |

BFF · A-internationals · Bhutaans mannenelftal
2010 – 2019 · 2020 – 2029
Bangladesh ·
India ·
Jordanië ·
Laos ·
Libanon ·
Malediven ·
Nepal ·
Oezbekistan ·
Oost-Timor ·
Pakistan ·
Saoedi-Arabië ·
Sri Lanka